# Нижерадзе, Нина Георгиевна
Нина Георгиевна Нижерадзе (род. 7 августа 1955 года, Поти, Грузинская ССР, СССР) — украинская актриса театра и кино. Заслуженная артистка Украины (1994). Народная артистка Украины (2009).

## Биография
Окончила Государственный институт театрального искусства в Москве (мастерская О.Табакова, 1980).
В 1980—1995 — актриса Киевского академического театра драмы и комедии на левом берегу Днепра.
С 1995 года — актриса Национального академического драматического театра имени Леси Украинки.

## Семья
Муж — актёр Виктор Сарайкин, с которым поженились будучи студентами ГИТИСа.

## Театральные работы

### Национальный академический драматический театр имени Леси Украинки
1. Маша — Чайка А.Чехова
2. Манон Леско — Манон Леско Незвала
3. Настасья Филипповна — Настасья Филипповна (по мотивам романа Ф.Достоевского
4. Элейн Наваццо — Последний пылко влюблённый Н.Саймона
5. Евдокия Антоновна — Любовь студента Л.Андреева
6. Кормилица — Дон-Кихот М.Булгакова
7. Мэй — Кошка на раскаленной крыше Т.Уильямса
8. Жена — Пизанская башня Н.Птушкина
9. Ассунта — Месть по-итальянски Л.Пиранделло